# Голевичи
Го́левичи (бел. Голевічы) — деревня в Барановичском районе Брестской области Белоруссии. Входит в состав Почаповского сельсовета. Население по переписи 2019 года — 23 человека.

## География
Расположена в 29 км (41 км по автодорогам) к северо-северо-западу от центра Барановичей, на расстоянии 3,5 км (5 км по автодорогам) к северо-востоку от центра сельсовета, агрогородка Почапово, неподалёку от границы с Новогрудским районом Гродненской области. Есть кладбище.

## История
Деревня упоминается в списке деревень прихода униатской церкви Почапова за 1680 год.
В 1909 году — деревня Почаповской волости Новогрудского уезда Минской губернии, 37 дворов.
После Рижского мирного договора 1921 года — в составе гмины Почапово Новогрудского повета Новогрудского воеводства Польши.
С 1939 года — в составе БССР, в 1940–62 годах — в Городищенском районе Барановичской, с 1954 года Брестской области. Затем передана в состав Барановичского района. С конца июня 1941 года до июля 1944 года оккупирована немецко-фашистскими войсками.
До недавнего времени действовал магазин.

## Население
| Численность населения (по переписи) | Численность населения (по переписи) | Численность населения (по переписи) | Численность населения (по переписи) | Численность населения (по переписи) | Численность населения (по переписи) | Численность населения (по переписи) |
| 1909                                | 1921                                | 1959                                | 1970                                | 1999                                | 2009                                | 2019                                |
| ----------------------------------- | ----------------------------------- | ----------------------------------- | ----------------------------------- | ----------------------------------- | ----------------------------------- | ----------------------------------- |
| 272                                 | ↘212                                | ↗237                                | ↘160                                | ↘65                                 | ↘31                                 | ↘23                                 |